# 그리핀 (스타크래프트)
그리핀(영어:Griffin)은 스타크래프트 2 종족인 테란의 유닛이다. 스타크래프트 2의 캠페인과 협동전에서만 등장하는 유닛이다.

## 특징
그리핀은 스타크래프트 2에서 새롭게 추가된 유닛으로 발키리와 같이 공대공 전용 유닛이다. 그리핀은 스타크래프트 2의 캠페인과 협동전에선 미라의 약탈단이나 켈모리안 조합이란 테란의 편대에서 운영하며 주로 켈모리안에서 운영하는 공중 유닛이다. 그리핀은 특수한 경우에서만 생산이 가능한 유닛으로 그리핀을 특수한 경우를 통해 생산할 때는 광물:20, 생산 시간:42초로 생산이 가능하다. 특수한 경우에서만 생산이 가능한 유닛이기 때문에 인구수가 들어가지않으며 가스까지도 들어가지 않아 저렴한 유닛이 된다. 유닛의 능력치는 체력:140, 기본 방어력:0, 발톱 미사일 공대공 공격력:5에 중장갑을 상대론 10의 추가 피해를 주는 능력치를 가지고 있다. 기동성이 좋은 공중 유닛이기 때문에 발키리와 더불어 테란의 지대공 장악에 있어 핵심 유닛으로 사용되며 그외에 적을 정찰하는 용도나 공대공 공격이 되지않는 테란의 공중 유닛인 밴시의 호위용 유닛으로도 사용이 된다. 더미 데이터에서는 약탈자라는 이름을 가진 파생형 공중 유닛이 있으며 노바 비밀 작전에선 테란의 거대한 우주선도 그리핀이란 이름을 사용한다. 개발 이전엔 그리핀이라고 이름이 붙여진 테란의 거대한 우주선 유닛에다가 콘도르라는 이름을 붙여주기도 하였다.

## 같이 보기
- 스타크래프트
- 테란